# Adherència cel·lular
L'adherència cel·lular o adhesió cel·lular és la capacitat que tenen les cèl·lules tant en els éssers unicel·lulars com pluricel·lulars d'unir-se al substrat bé siguin inerts com a elements del medi extern o bé altres cèl·lules (p. ex.: mitjançant una unió adherent). L'adhesió cel·lular per forces electroestàtiques i altres interacciones inespecífiques com per molècules d'adhesió cel·lular, que són específiques. L'adherència cel·lular està relacionada amb múltiples funcions cel·lulars com són:
- El desenvolupament embrionari.
- La migració cel·lular.
- La inflamació.
- La comunicació cel·lular.
- La diferenciació cel·lular.
- El desenvolupament del càncer.